# Selección femenina de fútbol sub-20 de España
La selección femenina de fútbol sub-20 de España es el equipo representativo de dicho país en las competiciones oficiales. Su organización está a cargo de la Real Federación Española de Fútbol, miembro de la UEFA y la FIFA.

## Estadísticas

### Copa Mundial Femenina Sub-20
| Año                     | Fase             | Posición     | PJ           | PG           | PE           | PP           | GF           | GC           |             |
| ----------------------- | ---------------- | ------------ | ------------ | ------------ | ------------ | ------------ | ------------ | ------------ | ----------- |
| Canadá 2002             | No clasificó     | No clasificó | No clasificó | No clasificó | No clasificó | No clasificó | No clasificó | No clasificó |             |
| Tailandia 2004          | Fase de grupos   | 10.º         | 3            | 1            | 0            | 2            | 3            | 6            |             |
| Rusia 2006              | No clasificó     | No clasificó | No clasificó | No clasificó | No clasificó | No clasificó | No clasificó | No clasificó |             |
| Chile 2008              | No clasificó     | No clasificó | No clasificó | No clasificó | No clasificó | No clasificó | No clasificó | No clasificó |             |
| Alemania 2010           | No clasificó     | No clasificó | No clasificó | No clasificó | No clasificó | No clasificó | No clasificó | No clasificó |             |
| Japón 2012              | No clasificó     | No clasificó | No clasificó | No clasificó | No clasificó | No clasificó | No clasificó | No clasificó |             |
| Canadá 2014             | No clasificó     | No clasificó | No clasificó | No clasificó | No clasificó | No clasificó | No clasificó | No clasificó |             |
| Papúa Nueva Guinea 2016 | Cuartos de final | 6.º          | 4            | 2            | 0            | 2            | 9            | 5            |             |
| Francia 2018            | Subcampeonas     | 2.º          | 6            | 4            | 1            | 1            | 11           | 7            |             |
| Costa Rica 2022         | Campeonas        | 1.º          | 6            | 5            | 1            | 0            | 14           | 2            |             |
| Colombia 2024           | Cuartos de final | 7.º          | 5            | 4            | 0            | 1            | 7            | 2            |             |
| Polonia 2026            | Clasificada      | Clasificada  | Clasificada  | Clasificada  | Clasificada  | Clasificada  | Clasificada  | Clasificada  | Clasificada |
| Total                   | 5/11             | 8.º          | 24           | 16           | 2            | 6            | 44           | 22           |             |

### Campeonato Europeo Femenino Sub-19 de la UEFA
| Año                                           | Fase                                       | Posición                                   | PJ                                         | PG                                         | PE                                         | PP                                         | GF                                         | GC                                         |
| --------------------------------------------- | ------------------------------------------ | ------------------------------------------ | ------------------------------------------ | ------------------------------------------ | ------------------------------------------ | ------------------------------------------ | ------------------------------------------ | ------------------------------------------ |
| Campeonato Europeo Femenino Sub-18 de la UEFA |                                            |                                            |                                            |                                            |                                            |                                            |                                            |                                            |
| 1998                                          | No se clasificó                            | No se clasificó                            | No se clasificó                            | No se clasificó                            | No se clasificó                            | No se clasificó                            | No se clasificó                            | No se clasificó                            |
| 1999                                          | No se clasificó                            | No se clasificó                            | No se clasificó                            | No se clasificó                            | No se clasificó                            | No se clasificó                            | No se clasificó                            | No se clasificó                            |
| 2000                                          | Subcampeonas                               | 2.º                                        | 3                                          | 2                                          | 0                                          | 2                                          | 9                                          | 9                                          |
| 2001                                          | Semifinal                                  | 4.º                                        | 2                                          | 2                                          | 0                                          | 2                                          | 0                                          | 3                                          |
| Campeonato Europeo Femenino Sub-19 de la UEFA |                                            |                                            |                                            |                                            |                                            |                                            |                                            |                                            |
| 2002                                          | Fase de grupos                             | 5.º                                        | 3                                          | 1                                          | 0                                          | 2                                          | 2                                          | 4                                          |
| 2003                                          | Fase de grupos                             | 8.º                                        | 3                                          | 1                                          | 0                                          | 2                                          | 5                                          | 6                                          |
| 2004                                          | Campeonas                                  | 1.º                                        | 5                                          | 4                                          | 0                                          | 1                                          | 10                                         | 9                                          |
| 2005                                          | No se clasificó                            | No se clasificó                            | No se clasificó                            | No se clasificó                            | No se clasificó                            | No se clasificó                            | No se clasificó                            | No se clasificó                            |
| 2006                                          | No se clasificó                            | No se clasificó                            | No se clasificó                            | No se clasificó                            | No se clasificó                            | No se clasificó                            | No se clasificó                            | No se clasificó                            |
| 2007                                          | Fase de grupos                             | 5.º                                        | 3                                          | 1                                          | 0                                          | 2                                          | 2                                          | 2                                          |
| 2008                                          | Fase de grupos                             | 7.º                                        | 3                                          | 1                                          | 0                                          | 2                                          | 4                                          | 3                                          |
| 2009                                          | No se clasificó                            | No se clasificó                            | No se clasificó                            | No se clasificó                            | No se clasificó                            | No se clasificó                            | No se clasificó                            | No se clasificó                            |
| 2010                                          | Fase de grupos                             | 5.º                                        | 3                                          | 1                                          | 0                                          | 2                                          | 6                                          | 3                                          |
| 2011                                          | Fase de grupos                             | 7.º                                        | 3                                          | 0                                          | 1                                          | 2                                          | 2                                          | 7                                          |
| 2012                                          | Subcampeonas                               | 2.º                                        | 5                                          | 3                                          | 1                                          | 1                                          | 8                                          | 1                                          |
| 2013                                          | No se clasificó                            | No se clasificó                            | No se clasificó                            | No se clasificó                            | No se clasificó                            | No se clasificó                            | No se clasificó                            | No se clasificó                            |
| 2014                                          | Subcampeonas                               | 2.º                                        | 5                                          | 3                                          | 0                                          | 2                                          | 6                                          | 2                                          |
| 2015                                          | Subcampeonas                               | 2.º                                        | 5                                          | 2                                          | 1                                          | 2                                          | 9                                          | 6                                          |
| 2016                                          | Subcampeonas                               | 2.º                                        | 5                                          | 4                                          | 0                                          | 1                                          | 15                                         | 5                                          |
| 2017                                          | Campeonas                                  | 1.º                                        | 5                                          | 4                                          | 0                                          | 1                                          | 9                                          | 6                                          |
| 2018                                          | Campeonas                                  | 1.º                                        | 5                                          | 4                                          | 0                                          | 1                                          | 6                                          | 3                                          |
| 2019                                          | Semifinal                                  | 3.º                                        | 4                                          | 2                                          | 1                                          | 1                                          | 8                                          | 4                                          |
| 2020                                          | Cancelado debido a la pandemia de COVID-19 | Cancelado debido a la pandemia de COVID-19 | Cancelado debido a la pandemia de COVID-19 | Cancelado debido a la pandemia de COVID-19 | Cancelado debido a la pandemia de COVID-19 | Cancelado debido a la pandemia de COVID-19 | Cancelado debido a la pandemia de COVID-19 | Cancelado debido a la pandemia de COVID-19 |
| 2021                                          | Cancelado debido a la pandemia de COVID-19 | Cancelado debido a la pandemia de COVID-19 | Cancelado debido a la pandemia de COVID-19 | Cancelado debido a la pandemia de COVID-19 | Cancelado debido a la pandemia de COVID-19 | Cancelado debido a la pandemia de COVID-19 | Cancelado debido a la pandemia de COVID-19 | Cancelado debido a la pandemia de COVID-19 |
| 2022                                          | Campeonas                                  | 1.º                                        | 5                                          | 4                                          | 1                                          | 0                                          | 12                                         | 3                                          |
| 2023                                          | Campeonas                                  | 1.º                                        | 5                                          | 4                                          | 0                                          | 1                                          | 11                                         | 2                                          |
| 2024                                          | Campeonas                                  | 1.º                                        | 5                                          | 3                                          | 1                                          | 1                                          | 7                                          | 3                                          |
| 2025                                          | Campeonas                                  | 1.º                                        | 5                                          | 4                                          | 0                                          | 1                                          | 9                                          | 1                                          |